# Johann Gottfried Müthel
Johann Gottfried Müthel est un compositeur, claveciniste et organiste né le 17 janvier 1728 à Mölln dans le duché de Saxe-Lauenbourg (actuel land du Schleswig-Holstein) et décédé le 14 juillet 1788  à Bienenhof (aujourd'hui appelé Bišumuiža, un faubourg de Riga en Lettonie).

## Biographie
Il était le cinquième d'une famille de neuf enfants. Son père, organiste à Mölln, était ami de Georg Philipp Telemann. Il étudie avec son père et, plus tard, à Lübeck. À 19 ans, Müthel devient organiste et claveciniste à la cour du duc Christian Ludwig II de Mecklembourg- Schwerin. Il arrive à Leipzig en 1750 pour parfaire sa formation musicale auprès de Johann Sebastian Bach mais il ne côtoiera le Kantor que trois mois. Il aurait néanmoins copié les ultimes travaux du maître et, selon son biographe Philipp Spitta, l'aurait assisté dans ses toutes dernières heures. Müthel travaille ensuite avec Johann Christoph Altnickol, le gendre de Bach et rencontre son fils Carl Philipp Emanuel Bach à Potsdam. Il s'installe à Riga et y retrouve un de ses frères. C'est là que seront publiés ses premiers travaux en 1756. Au début chef d'orchestre d'une formation privée, il terminera sa carrière à l'église Saint-Pierre en tant qu'organiste de 1767 à 1788.
Virtuose du clavier, Johann Gottfried Müthel a laissé dix concertos pour clavecin, un concerto pour deux bassons et cordes, des sonates pour clavecin et de la musique pour orgue. On pense qu'il est l'auteur de la Sonate en ré mineur BWV 964 un temps attribuée à Bach.

## Œuvres
Pour clavier
- Sonate no. 1 en fa majeur (1756)
- Sonate no. 2 en sol majeur (1756)
- Sonate no. 3 en do majeur (1756)
- Arioso no. 1 en sol majeur avec 12 variations (1756)
- Arioso no. 2 en do mineur avec 12 variations (1756)
- Concerto en si bémol majeur (1767)
- Concerto pour clavecin en ré mineur (1767)
- Duo en mi bémol majeur (1771)
- 12 variations pour clavecin
- Menuet avec 6 variations
- Fantaisie en fa majeur pour orgue
- Deux fantaisies en mi bémol majeur pour orgue
- Fantaisie en sol mineur pour orgue
- Fantaisie en sol majeur pour orgue

Vocales
- 45 odes et chansons (recueil intitulé 45 Auserlesene Oden und Lieder von verschiedenen Dichtern, imprimé en 1759)
- Une cantate
- Une chanson à boire à quatre voix

Pour d'autres instruments
- Concerto pour basson en do majeur
- Concerto pour deux bassons en mi bémol majeur
- Sonate en ré majeur pour flûte et basse continue

## Discographie
- Concerto III en sol majeur pour piano-forte, cordes et basse continue, dans : Cembalokonzerte - Harpsichord Concertos de Johann Philipp Kirnberger, Johann Gottfried Müthel et Christoph Nichelmann - Berliner Barock-Compagney (2000, Capriccio)